# Pedrosillo de los Aires
Pedrosillo de los Aires ist ein Ort und eine westspanische Gemeinde (municipio) mit 314 Einwohnern (Stand: 2024) in der Provinz Salamanca in der Autonomen Region Kastilien-León.
Zur Gemeinde gehören neben dem Hauptort Pedrosillo die Ortschaften Amatos de Salvatierra, Castillejo, Herreros de Salvatierra, Las Cuestas, La Dueña de Abajo, La Dueña de Arriba, Valdejerruz und Villar de Salvatierra.

## Lage
Pedrosillo de los Aires liegt in einer Höhe von ca. 880 m etwa 45 Kilometer südsüdwestlich von der Provinzhauptstadt Salamanca. 
Das Klima im Winter ist kühl, im Sommer dagegen durchaus warm; die Niederschlagsmengen (ca. 540 mm/Jahr) fallen – mit Ausnahme der nahezu regenlosen Sommermonate – verteilt übers ganze Jahr.

## Bevölkerungsentwicklung
| Jahr      | 1970 | 1981 | 1991 | 2001 | 2011 | 2021 |
| Einwohner | 849  | 617  | 537  | 452  | 388  | 323  |

## Sehenswürdigkeiten
- Benediktskirche (Iglesia de San Benito) in Pedrosillo
- Josefskirche (Iglesia de San José Obrero) in Castillejo

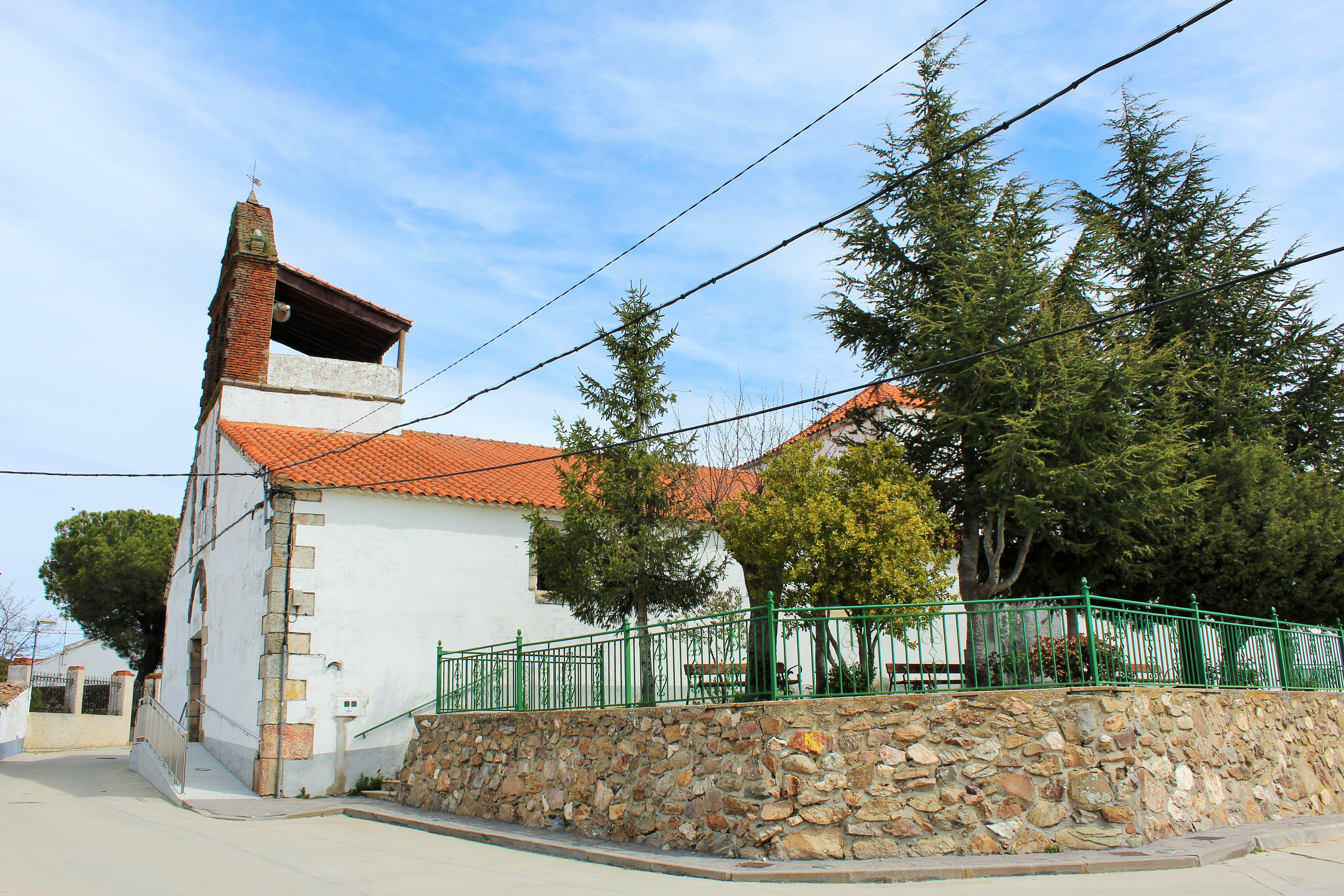
Benediktskirche
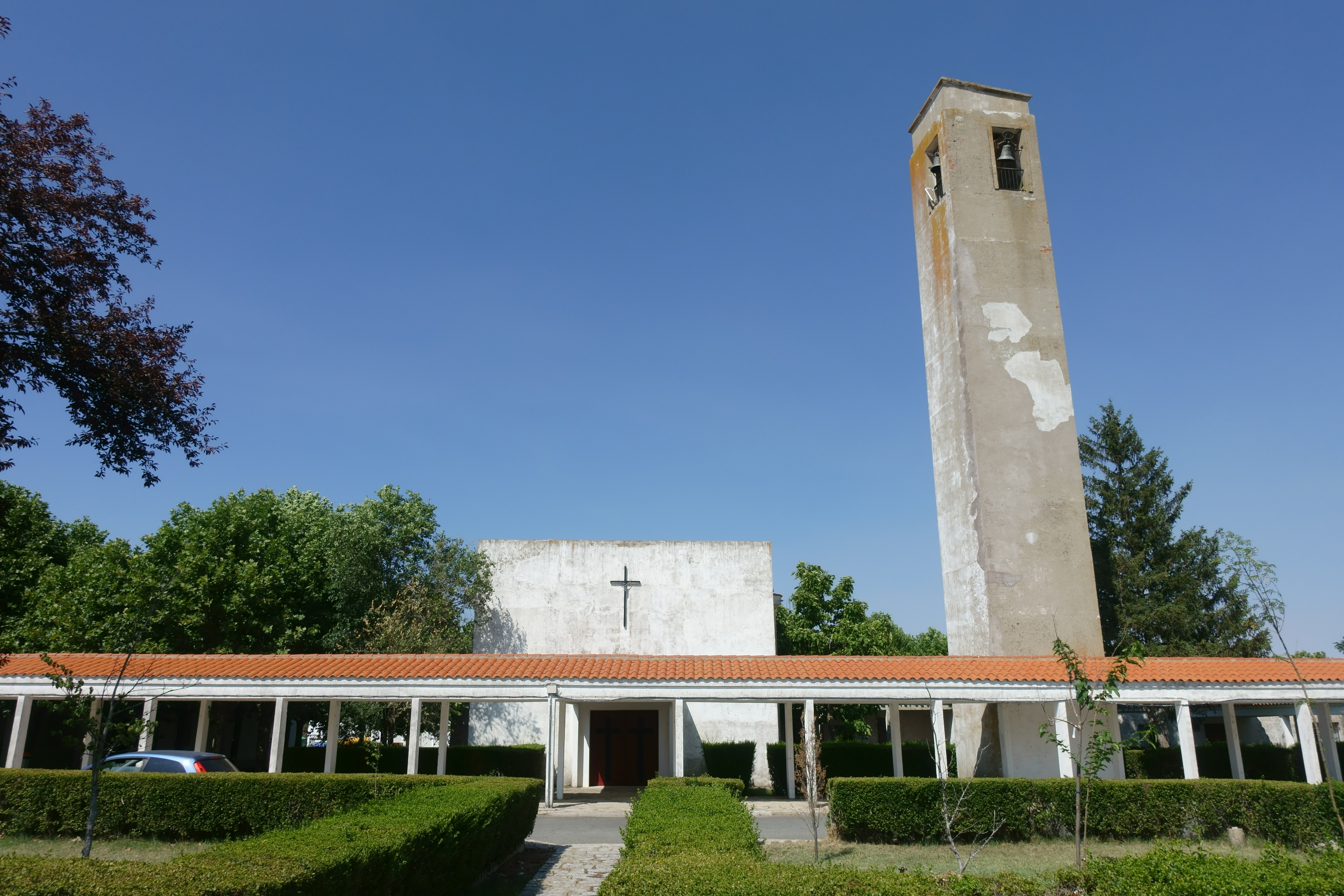
Josefskirche
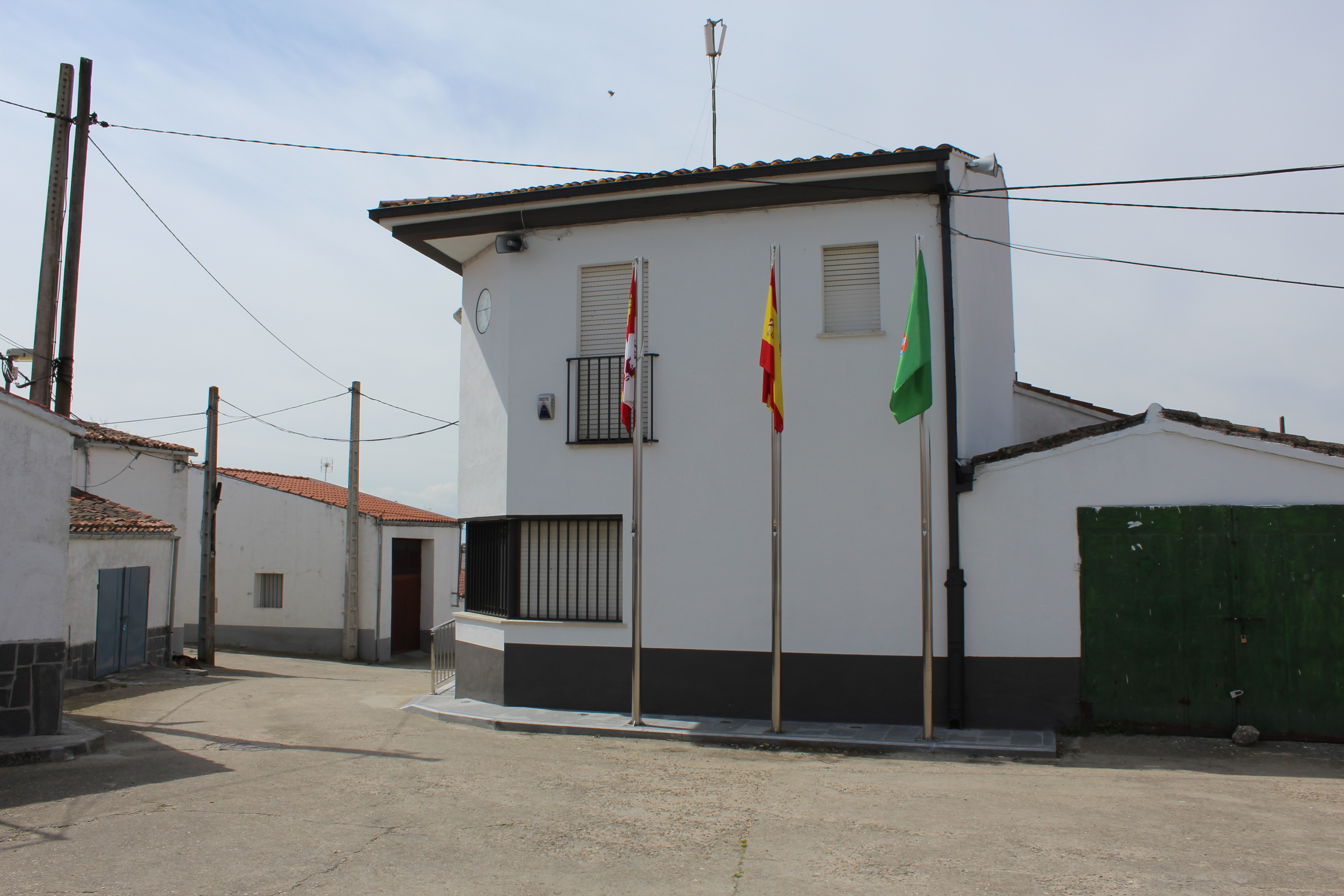
Rathaus